# 竹柴蟹助
竹柴 蟹助（たけしば かにすけ、1904年12月28日 - 1989年8月4日）は、歌舞伎作者。
東京出身。本名は古賀義一。竹柴晋吉に入門、1925年歌舞伎座の座付狂言作者となり、柝を打つなど裏方を務める。1966年国立劇場開場とともに芸能部に入る。勘亭流の第一人者。1987年吉川英治文化賞受賞。

## 著書
- 勘亭流教本 グラフィック出版 1967
- 歌舞伎勘亭流 グラフィック社 1979.1
- 勘亭流字典 グラフィック社 1983.8

## 論文
- 国立情報学研究所収録論文 国立情報学研究所